# Économie des Yvelines
L'économie des Yvelines se caractérise par une forte opposition entre les zones urbanisées et industrialisées situées au nord et à l’est du département, et le reste du département à caractère très rural et fortement boisé (28 % du territoire est couvert de forêts).

## Industrie
L’industrie dans les Yvelines représente 19 % des emplois salariés et se concentre dans trois secteurs principaux qui sont l’automobile, l’aéronautique et les industries liées à la défense.
L’automobile marque fortement l’activité du département, dont elle représente, avec 31 400 salariés, 30 % des emplois industriels, et 10 % des emplois du secteur sur le plan national. On peut citer les sites de production Renault à Flins-sur-Seine, PSA à Poissy, Citroën à Vélizy-Villacoublay et enfin le centre de recherche du Technocentre Renault à Guyancourt qui à lui seul accueille 12 000 emplois. 
Viennent ensuite les industries de pointe liées à l’aéronautique (17 000 emplois directs), à la défense et aux télécommunications, avec notamment de gros établissement tels que Dassault Électronique, Alcatel fibre optique, Bouygues Telecom, Sun Microsystems… Les entreprises du secteur des équipements électroniques emploient 30 000 salariés.
Les secteurs de la bio-industrie et de la santé représentent près de 37 000 emplois. 
Cependant, la majorité des établissements, de plus petite taille, se trouvent dans les secteurs plus traditionnels de l’édition et l’imprimerie, des industries mécaniques, des équipements électriques et électroniques, et de la métallurgie.
Sur le plan géographique, l’activité industrielle se concentre dans quatre pôles :
- la vallée de la Seine-amont, de Carrières-sur-Seine à Saint-Germain-en-Laye, urbanisée en continu, accueille des activités variées, de la mécanique traditionnelle à l’industrie de pointe, notamment avec Thales à Sartrouville,
- la vallée de la Seine-aval, de Conflans-Sainte-Honorine à Bonnières-sur-Seine en passant par Poissy, Les Mureaux, et Mantes-la-Jolie, secteur le plus anciennement industrialisé, avec de très gros établissements (Renault à Flins-sur-Seine, PSA à Poissy, EADS aux Mureaux, EDF avec la centrale thermique de Porcheville,
- la région de Versailles-Vélizy-Villacoublay, marquée par une forte activité tertiaire (informatique, télécommunications, conception, recherche…).
- la ville nouvelle de Saint-Quentin-en-Yvelines, avec de grands établissement industriels ; Bouygues et en particulier dans les techniques de pointe : Dassault Électronique, Thales Optronique, Matra Automobile.

## Enseignement et recherche
Le secteur de l’enseignement supérieur et de la recherche s’appuie sur des établissements anciens, comme l’École des hautes études commerciales à Jouy-en-Josas, l’Institut national agronomique Paris-Grignon (Thiverval-Grignon), et s’est renforcé avec la création de la jeune université de Versailles-Saint-Quentin-en-Yvelines en 1991. En liaison avec cette université, il est prévu en 2009 l'implantation de l'Institut Pierre-Simon-Laplace (IPSL) : institut de recherche en sciences de l'environnement global. L'institut est placé sous l'autorité du climatologue Jean Jouzel, lauréat du prix Nobel 2007 dans le cadre du GIEC, Groupe d'experts intergouvernemental sur l'évolution du climat. Ce site accueillera la direction centrale de l'institut et deux laboratoires. Ainsi en mars 2009, 250 à 300 chercheurs et ingénieurs étudieront les sciences de l’univers à quelques centaines de mètres des UFR PIFO (médecine) et SSH (Sciences sociales et humanités).
L'IPSL est composé de 6 laboratoires dont seuls 3 sont sous tutelle partielle de l'UVSQ : 
- CETP : Centre d'étude des environnements terrestres et planétaires
- SA : Service d'aéronomie
- LSCE : Laboratoire des sciences du climat et de l'environnement

Présence d'antenne du CNAM (Arts & Métiers, établissement public de l’État à caractère scientifique, culturel et professionnel, doté du statut de « grand établissement ») à Versailles et à Mantes-Jolie. 
À Satory se trouve le « Laboratoire sur les interactions véhicules-infrastructure-conducteurs » (LIVIC) dépendant de l'INRETS et du LCPC. 
Les centre de recherches publics (INRA à Versailles et Grignon, INRIA à Guyancourt), et privés emploient plus de 8 000 chercheurs dans le département. L'Institut de formation des chambres d’agriculture (IFCA) de Guyancourt offre ses services de formations permanentes dans le domaine de l'agriculture. 
À noter la présence de quatre lycées internationaux : 
- Lycée international de Saint-Germain-en-Laye,
- Lycée franco-japonais de Montigny-le-Bretonneux,
- Lycée franco-britannique de Croissy-sur-Seine,
- Lycée franco-allemand de Buc.⁹

## Agriculture
L’agriculture des Yvelines est essentiellement orientée vers la grande culture des céréales. Elle occupe environ 43 % du territoire du département, soit 91 000 hectares et comprend 1 270 exploitations (chiffres 2000).
L’évolution récente est marquée par une forte diminution du nombre d’exploitations, et corrélativement par une forte augmentation de leur taille, qui a doublé en 20 ans et atteint 71 ha en moyenne. Cette diminution est la plus forte pour les exploitations spécialisées (maraîchage, horticulture, floriculture, arboriculture).
La population active agricole est réduite : environ 2 000 chefs d’exploitation et leurs familles, et environ 1 000 salariés permanents, soit au total un peu moins de 0,5 % de la population active.

## Emploi
Le nombre total d’emploi dans les Yvelines est estimé à environ 546 000 (chiffre 2002), soit 10,1 % du total de l'Île-de-France et 2,2 % du total national. Il s’agit pour 94,4 % d’emplois salariés.
La répartition de l’emploi par secteur économique est la suivante : 
- tertiaire : 74 %,
- industrie : 20,3 %,
- agriculture, sylviculture : 1,6 %.

La population active, qui représente 48,5 % de la population du département, s’élève à 657 000 personnes, soit 12 % du total de l’Île-de-France. Un certain nombre de personnes ont leur emploi dans les départements voisins, notamment Hauts-de-Seine et Paris. 
Les cadres et professions intellectuelles supérieures représentent 23 % du total. 
42 % des cadres seulement ont un emploi dans le département (contre 61 % en moyenne sur l’ensemble de la population active).
Le taux de chômage s’établissait en 2003 à 7,2 % (inférieur au taux moyen de l’Île-de-France, 9,5 %, et au taux moyen national, 9,5 %, à la même date).

## Fiscalité
Les taux des principales taxes locales s’établissent ainsi en 2004 :
- taxe foncière sur les propriétés bâties : 4,6 %,
- taxe d'habitation : 4,8 %,
- taxe professionnelle (entreprises) : 4,53 %.

Les Yvelines sont le département dont la fiscalité locale est la plus faible de France.

## Infrastructures
Les Yvelines comptent 6 000 kilomètres de routes dont 280 kilomètres d'autoroutes et de routes nationales, 1 500 kilomètres de routes départementales et 4 200 kilomètres de voies communales.